# Dali Benoît
Dali Benoît Yohoua (né le 10 août 1968 à Daloa et mort le 11 janvier 2011 à Paris 14e,,) est un footballeur international ivoirien. Il évoluait au poste d'attaquant au cours des années 1990.

## Biographie
Grand, puissant, doté du sens du but, il se fait remarquer au Denguélé d'Odienné, club du nord du pays, puis au Stella Club d'Abidjan. 
Il signe ensuite lors de la saison 1989-1990 à l'Africa Sports, l'un des deux plus grands clubs ivoiriens avec l'ASEC Mimosas. Il remporte avec "Les Aiglons" la Coupe d'Afrique des vainqueurs de coupe en 1992 et la Supercoupe d'Afrique des clubs en 1993. 
Avec la sélection nationale, Dali Benoît dispute la phase finale de la Coupe d'Afrique des nations en Algérie en 1990.

## Clubs
- Denguelé Sports d'Odienné
- Africa Sports National